# Renbygda
Renbygda is een plaats in de Noorse gemeente Holtålen, provincie Trøndelag. Renbygda telt 262 inwoners (2007) en heeft een oppervlakte van 0,67 km². Tot 1972 was het dorp de hoofdplaats van de voormalige gemeente Ålen.